# Leptobotia punctata
Leptobotia punctata är en fiskart som beskrevs av Li, Li och Chen 2008. Leptobotia punctata ingår i släktet Leptobotia och familjen nissögefiskar. Inga underarter finns listade i Catalogue of Life.